# Jacques-Henri Bernardin de Saint-Pierre

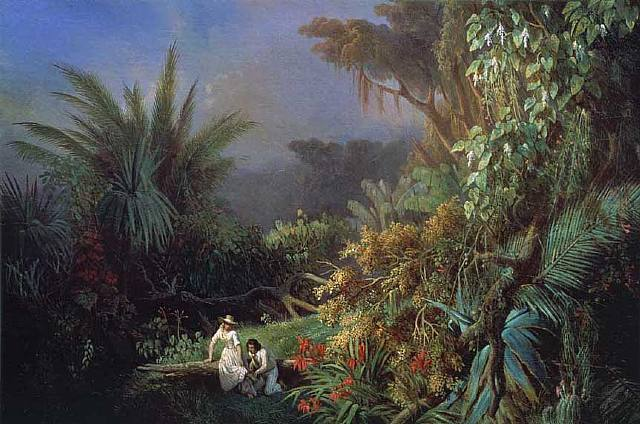
Paul és Virginie (Henri Pierre Léon Pharamond Blanchard festménye, 1844)

Jacques-Henri Bernardin de Saint-Pierre (Le Havre, 1737. január 19. – Éragny, 1814. január 21.) francia mérnök, botanikus, író. Botanikai szakmunkákban nevének rövidítése: „Bernardin”.

## Élete
Álmodozó, nyugtalan, kalandokra vágyó gyermek volt. Defoe Robinson Crusoe-regényének hatása alatt tizenkét éves korában rávette nagybátyját, egy kereskedelmi hajó kapitányát, hogy vigye magával Martinique-ra. Később a caeni jezsuita kollégiumban tanult, hogy misszionárius lehessen, apja kívánságára azonban 1757-ben a roueni mérnöki iskola hallgatója lett. 1761-ben a törökök által fenyegetett Máltára küldték hadmérnöki munkára, ám a törökök támadása elmaradt. Ezután külföldön próbált szerencsét: Amszterdamban hírlapírással foglalkozott, azután Szentpétervárra ment, ahol II. Katalin orosz cárnő tiszti rangot és Finnországban mérnöki állást biztosított számára. 1766-ban lengyelországi szolgálatba állt, de onnan, majd Drezdából is szerelmi ügyei miatt távoznia kellett. Miután visszatért Párizsba, útiélményeinek leírásába kezdett, majd három évet egy expedíció tagjaként Mauritiuson töltött. Ismét visszatért Párizsba, de az irodalmi szalonokban nem találta helyét, csak Rousseau-val kötött barátságot. 1792-ben feleségül vett egy fiatal lányt, akinek halála (1800) után ismét fiatal lánnyal lépett házasságra. Közben egy botanikus kert igazgatójává nevezték ki, azután az Ecole normale-on az erkölcstan előadója lett. Napóleon nagyra becsülte és segítette.

## Írói munkássága
1773-ban megjelent Voyage à l'Îlе de France című munkája, melyet természet iránti szeretete és a kifejezés egyszerűsége jellemez. Erre a költői stílusban megírt Études sur la nature című filozófiai jellegű könyv következett, melynek negyedik kötete a szerző mesterművét, a Paul et Virginie (Paul és Virginie) néven világhírűvé lett idillt tartalmazta. La chaumière indienne című kisregénye és Le café de Surate című műve voltaképpen finom szatírák. Les Vœux d’un solitaire című írásában a forradalom szükségességét fejtegette.
Személyét Szerb Antal nem túl kedvező színben tüntette fel („természettudós tudományos készültség nélkül)”, de kisregényét lelkesen méltatta: „A Paul et Virginie a rousseau-i életérzés legtisztább epikus kifejezése, egy nagy történelmi korszak lelkesedett érte és reprezentatív regényének érezte. Pál és Virginia teljes ártatlanságban nő fel egy tropikus szigeten, boldogan, mint Rousseau természetes emberei. Idilljüknek az vet véget, hogy Virginia kénytelen Párizsba utazni, megismerni a társadalmat. A könyv nagy újsága a környezet: a történet a buja délszaki természet ölén játszódik le és divatba hozza az egzotizmust.”
A kisregényt sok nyelven kiadták, operává is többször feldolgozták. Magyarra először Ács Zsigmond fordította (Pest, 1855).

## Munkái
- Voyage à l’Île de France, à l’Île Bourbon et au cap de Bonne-Espérance, par un officier du roi (2 kötet, 1773)
- L’Arcadie (1781) hősköltemény
- Études de la nature (3 kötet, 1784)
- Paul et Virginie (1788)
- La Chaumière indienne (1790)
- Le Café de Surate (1790)
- Les Vœux d’un solitaire (1790), az Études de la nature folytatásaként (1790)
- De la nature de la morale (1798)
- Voyage en Silésie (1807)
- La Mort de Socrate (1808) dráma
- Harmonies de la nature (3 kötet, 1814)

## Magyarul
- Pál és Virginia. Regény; ford. Ács Zsigmond; Geibel, Pest, 1855
- Paul és Virginia; Heckenast, Pest, 1858
- A két szerencsétlen anya, vagy Pál és Virginia szomorú története; Bucsánszky, Pest, 1860
- Pál és Virginia, vagy A kegyetlen rokon. Elbeszélés; francia elbeszélés, Bernardin de Saint Pierre Jacques-Henri után írta Kondor Dezső; Méhner, Bp., 189?
- Paul és Virginie; ford. Kováts Miklós; Fabula, Bp., 1993